# Ataenius ovatulus
Ataenius ovatulus är en skalbaggsart som beskrevs av Horn 1871. Ataenius ovatulus ingår i släktet Ataenius och familjen Aphodiidae. Inga underarter finns listade.